# Коки

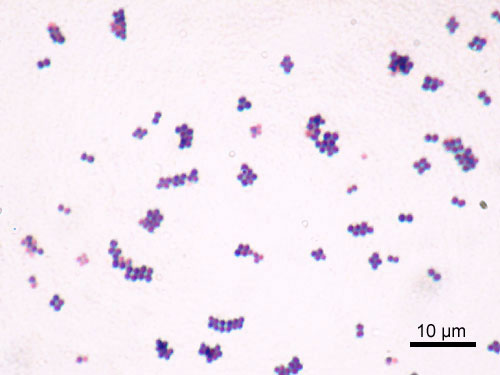
Бактерія Staphylococcus

Коки (або кокоїдні бактерії, від лат. coccinus, від дав.-гр. kokkos — ягода) — будь-які бактерії сферичної або близької до сферичної форми.
Часто зустрічають агрегати коків, які мають специфічні назви. У переліку нижче вказані їхні основні форми та найвідоміші представники (роди бактерій):
- Пари або Диплококи (Enterococcus)
- Групи з чотирьох або восьми, відомі як тетради або сарцини (Sarcina)
- Ланцюжки або стрептококи (Streptococcus)
- Виноградоподібні кластери або стафілококи (Staphylococcus)

Важливі захворювання людини, які спричинюють коки — це стафілококова інфекція, певні харчові отруєння, деякі інфекційні ураження сечової системи, гонорея, деякі види менінгіту, певні хвороби горла, пневмонії, синусити тощо.